# Осмий
Осмият е химичен елемент от 8 група, 6 период. Има пореден номер 76 и атомна маса 190,23 (средно), температура на топене 3306 K и температура на кипене 5285 K.
Осмият е металът с най-висока плътност на Земята. Съдържа се в съвсем малки количества в земната кора. Среща се и под формата на сплави, като например осмиридий.

## История
Осмият е открит през 1804 г. от Смитсън Тенант и Уилям Хайд Уоластън в Лондон, Англия. Откриването на осмия се преплита с това на платината и други метали от групата на платината. Откритието, че този метал не е сплав, а нов елемент, е публикувано през 1748 г. Химиците, които са изучавали платината, го разтварят в царска вода (смес от солна и азотна киселина) за създаване на разтворими соли. В разтвора се наблюдава малко количество тъмен, неразтворим остатък. Джоузеп Луис Пруст предположил, че остатъкът е графит. Редица други учени химици също наблюдавали черния остатък през 1803 г., но не получили достатъчно материал за по-нататъшни експерименти.
През 1803 г. Смитсън Тенант анализира неразтворимия остатък и стига до заключението, че той съдържа нов метал. Той продължава своите изследвания и идентифицира два неоткрити дотогава елементи в черния остатък – осмий и иридий.
Тенант нарича единия от елементите осмий, което на гръцки означава „мирис“, заради силния, неприятен мирис на едно от съединенията, в които се включва – осмиевият тетраоксид.

## Разпространение
Разпространението на осмия в природата се определя от два процеса – неговото образуване при първичния ядрен синтез на тежките елементи и от натрупването му за сметка на β--разпада на изотопа 187Re по реакцията:
{\displaystyle _{75}^{187}Re\rightarrow _{76}^{187}Os+\beta ^{-}+{\tilde {\nu }}}.
В резултат от реакцията количеството на радиоактивния изотоп 187Os непрекъснато расте.
Сведенията за разпространеността на осмия в земната кора са много ограничени и варират в широки граници, в зависимост от количеството 187Re в залежи от осмий. Той е слабо разпространен, като в земната кора е приет за 1×10-8% по маса и на 80-о място сред химичните елементи.
Съществуват неголям брой минерали с основна съставна част осмий. Те представляват единствени сплави на осми с иридия, в които съставът му се колебае между 2% и 98,5%. Изоморфизмът в системата Os-Ir е ограничен, определящо се от структурната несъвместимост на хексаголналния осмий с кубичния иридий.
Осмият се среща и във вид на съединения със сярата и арсена. Във вид на примеси присъства в самородната платина, паладий и злато, минералите сперлит (PtAs2) и лаурит (RuS2).

## Физични свойства
Осмият има синьо-сив оттенък и е най-плътният стабилен елемент. Осмият е твърд, но крехък метал, който остава лъскав дори и при много високи температури. Той е с много ниска свиваемост. Твърдостта на осмия е умерено висока. Поради своята твърдост, ниско налягане на парите и много висока точка на топене осмият е труден за обработване метал.
Температурата му на топене (3033 °C) и на кипене (5012 °C) са най-високите сред всички платинови метали. Проявява свръхпроводимост при 0,671К.

### Изотопи
В природата осмият се среща в 7 стабилни изотопа. Известни са още 29 изкуствено получени радиоактивни изотопи и 5 изомера.

## Химични свойства
Има хексагонална плътноопакована кристална решетка. Електронната му обвивка е KLMN5s25p65d66s2. Известни са съединения в степени на окисление от −4 до +8. Най-стабилни са съединенията с четиривалентен и осемвалентен осмий.
Характерно за осмия е лесното му взаимодействие с кислорода. Най-важното от съединенията, получавани при това взаимодействие, е OsO4. Той се образува при нагряване на силно надробен метален осмий на въздух или в поток от кислород при стайна температура или под въздействието на разтвори, съдържащи осмий и азотна киселина или други окислители. OsO4 кристализира във вид на жълти моноклинни кристали, които се топят при 40,6 °C и се разтварят във вода, спирт и етер. Пàрите му са силно токсични и действат на очната лигавица и дихателните органи. OsO4 е силен окислител и лесно се редуцира до OsO2 или до метален осмий с водород.
Не са известни осмиеви хидриди.
Интерес представляват сулфидите и халогенидите на осмия. Осмиев прах при нагряване взаимодейства и със селен, телур, фосфорна, азотна и сярна киселина. Реагира с концентрирани солна и азотна киселина и H2O2:
{\displaystyle {\ce {Os + 6k.HCl + O2}}\xrightarrow {\mathrm {\Delta } } {\ce {H2[OsCl6] + H2O}}}
{\displaystyle {\ce {Os + 8.kHNO3 -> [Os(H2O)2O4] + 8NO2 + 2H2O}}}
{\displaystyle {\ce {Os + 4k.H2O2 -> [Os(H2O)2O4] + 2H2O}}}
Взаимодейства с разтопени основи в присъствието на окислител (нитрат или калиев хлорат), както и с разтопен натриев пероксид, NO и CO:
{\displaystyle {\ce {Os + 3KClO + 2K.KOH + H2O -> K2[OsO2(OH)4] + 3KCl}}}
{\displaystyle {\ce {Os + 5CO -> [Os(CO)5]}}}
Известни са многочислени комплексни съединения на осмия и негови металоорганични съединения.

## Химични съединения

### Оксиди, хидроксиди и соли
Известни са OsO2 и OsO4. Диоксидът има нестехиометричен състав, което е причината за промяната в цвета му – от жълт до кафяв. Има рутилова структура и е неразтворим във вода. При загряване търпи диспропорциониране:
{\displaystyle {\ce {2OsO2 -> OsO4 + Os}}}.
За получаването на OsO4 достатъчен окислител е азотната киселина. Той има молекулна решетка и затова е нискотопим и леснолетлив. Има слабожълтеникав цвят. Пàрите му са силно отровни и се редуцират лесно от органични вещества.
Двата оксида са координационно наситени, не присъединяват водни молекули и не дават хидроксиди. Средноразтворими са и водните им разтвори, които не провеждат електричен ток. Разтварят се по-добре в органични разтворители. При разтваряне на OsO4 в алкални разтвори се образува осмиев транс-хидроксиден перосмат:
{\displaystyle {\ce {OsO4 + 2KOH -> K2[OsO4(OH)2]}}}
Полученият калиев дихидроксиперосмат се отделя във вид на тъмночервени кристали. Това съединение е устойчиво на студена вода, но се разтваря в горещи вода и оксокиселини. Аналогична реакция протича и с KF:
{\displaystyle {\ce {OsO4 + 2KF -> K2[OsO4F2]}}} – калиев дифлуороперосмат.
Съответните хидроксиди се получават при хидролиза на халогениди:
{\displaystyle {\ce {OsCl4 + 4H2O -> Os(OH)4 + HCl}}}
Те имат амфотерен характер.
Оксиди и хидроксиди в +6 и +7 степен на окисление не са получени, но са известни някои съединения.

### Халогениди
| Степен на окисление | F-         | Cl-             | Br-             | I-          |
| ------------------- | ---------- | --------------- | --------------- | ----------- |
| +7                  | OsF7, жълт | –               | –               | –           |
| +6                  | OsF6, жълт | –               | –               | –           |
| +5                  | OsF5, син  | OsCl5, черен    | –               | –           |
| +4                  | OsF4, жълт | OsCl4, червен   | OsBr4, черен    | –           |
| +3                  | –          | OsCl3, тъмносив | OsBr3, тъмносив | OsI3, черен |

OsF7 е синтезиран при 600 °C и налягане 40 МРа. Той е жълт, твърд и нестабилен. Всички опити за синтезиране на OsF8 са неуспешни. OsF6 е най-стабилен от халогенидите на платиновите метали и се получава при пряка синтеза. Леснолетлив е и трябва да се държи на сухо, защото хидролизира при наличие на влага. Пентафлуоридът полимеризира до тетрамери – (OsF5)4. Тетрахалогенидите са получават при редукция на OsX6 и OsX5.

### Други съединения
При директна синтеза със S, Se и Te се получават съответни съединения от пиритов тип – OsS2, OsSe2, OsTe2. Нисшата степен на окисление на тези елементи са стабилизира в комплексни съединения.
Осмият се характеризира и с голямо разнообразие на арилни и алифатни производни.

### Комплексни съединения
Комплексните съединения на осмия са в разнообразни степени на оксиление.
В шеста степен на окисление като комплекси могат да се разглеждат производните на осмиловия катион OsO2+
2, които се получават като се действа на солнокисел разтвор на OsO4 с различни лиганди. При алкализиране на разтвора се получава [OsO2(OH)4]2-. При замяна на хидроксидните групи с Cl−, Br−, C2O2−
4, NO−
2, NH3 и други лиганди се получават осмилови производни, чиито кристални соли са оранжеви или червени – K2[OsO2(CN)4], Cs2[OsO2Cl4].
От комплексите в +4 степен на окисление са познати [OsX6]2−. Познати са и оксохалогенидни комплекси, [Os2OX10]2−. При тях кислородният атом мостово свързва двата метални атома – [Cl5Os–O–OsCl5].

## Получаване
Находищата на осмий са концентрирани в Русия (Сибир и Урал), САЩ (Аляска, Калифорния), Колумбия, Канада, Южна Африка, Тасмания и Австралия. Но най-големите количества осмий са открити по територията на Южна Африка. Осмий се получава от суровина за извличане на платина чрез калциране на концентрата на въздух при температура от 800 – 900 °C. Сублиматът от осмиев тетраоксид (OsO4) се абсорбира от разтвор на натриева основа.
Солта се изолира чрез изпаряване на разтвора на натриев перосмат, който след това се редуцира с водород при 120 °C, при което се получава чист осмий.

## Употреба
В чисто състояние осмият се използва рядко поради трошливостта си. Високата му твърдост и устойчивост позволяват използването му в различни сфери:
- Нагревателните жици на електрическите крушки първоначално са били направени с осмиеви жички, а след това са заменени от волфрам.[1]
- Използва се като катализатор за синтез на амоняк и хидрогениране на различни органични съединения.
- Осмиев тетраоксид се използва за откриване на пръстови отпечатъци и в оцветяване на мастна тъкан за оптичния и електронния микроскоп.
- Използва се за производството на лампи с нажежаеми нишки, заедно с волфрам.
- Прилага се за различни военни цели, като част от артилерийски снаряди и ракетни бойни глави.
- Също така се използва в електронното оборудване и ракетните технологии.
- Осмий се използва при хирургичната процедура синовектомия при пациенти с артрит, само в Скандинавия. Това включва прилагане на осмиев тетраоксид (OsO4), което е силно токсично съединение.
- Осмиев тетраоксид се използва за определяне на биологични обекти в електронна микроскопия.
- Сплав от платина (90%) и осмий (10%) се използва при хирургични импланти като пейсмейкъри и при смяна на пулмонална клапа.
- Правят се опити с присъствието на осмий в съединения, които показват противоракова активност ин виво (в животински изследвания). Те показват обещаващо бъдеще за използването на осмиеви съединения в борбата за намиране лекарство против раковите образувания.

## Биологична роля
Осмият няма биологична роля. Фино стрит прах на осмия реагира с кислорода във въздуха, като се получава осмиев тетраоксид (OsO4). Осмиевият тетраоксид е силно отровен при погълщане. Ниски концентрации от него във въздуха предизвикват дразнене на очите и горните дихателни пътища.